# Episodi di Power Rangers Lightspeed Rescue
La prima e unica stagione della serie televisiva Power Rangers Lightspeed Rescue è composta da quaranta episodi, trasmessi in prima TV negli USA nel 2000, mentre in Italia in prima TV su Fox Kids dall'autunno 2002, per poi essere replicata su Frisbee dal 12 giugno 2010.
| n° | Titolo originale               | Titolo italiano                     | Prima TV USA      | Prima TV Italia |
| -- | ------------------------------ | ----------------------------------- | ----------------- | --------------- |
| 1  | Operation Lightspeed           | Operazione Lightspeed               | 12 febbraio 2000  | 2002            |
| 2  | Lightspeed Teamwork            | Lavoro di Squadra                   | 19 febbraio 2000  |                 |
| 3  | Trial by Fire                  | Trascinati dal fuoco                | 26 febbraio 2000  |                 |
| 4  | Riding the Edge                | Oltre il Limite                     | 4 marzo 2000      |                 |
| 5  | A Matter of Trust              | L'importanza della fiducia          | 11 marzo 2000     |                 |
| 6  | Wheels of Destruction          | Le Ruote della distruzione          | 18 marzo 2000     |                 |
| 7  | Cyborg Rangers                 | Cyborg Rangers                      | 25 marzo 2000     |                 |
| 8  | Up to the Challenge            | La Sfida ha Inizio                  | 1º aprile 2000    |                 |
| 9  | Go Volcanic                    | Via vulcanica                       | 8 aprile 2000     |                 |
| 10 | Rising from Ashes              | Risorto dalle Ceneri                | 15 aprile 2000    |                 |
| 11 | From Deep in the Shadows       | Dal profondo delle Tenebre          | 22 aprile 2000    |                 |
| 12 | Truth Discovered               | La scoperta della verità            | 29 aprile 2000    |                 |
| 13 | Ryan's Destiny                 | Il destino di Ryan                  | 6 maggio 2000     |                 |
| 14 | Curse of the Cobra             | Il tatuaggio del Cobra              | 13 maggio 2000    |                 |
| 15 | Strength of the Sun            | La forza del sole                   | 20 maggio 2000    |                 |
| 16 | The Cobra Strikes              | Il colpo del Cobra                  | 27 maggio 2000    |                 |
| 17 | Olympius Ascends               | L'ascesa di Olimpius                | 19 agosto 2000    |                 |
| 18 | A Face from the Past           | Un volto dal passato                | 26 agosto 2000    |                 |
| 19 | The Queen's Return             | Il ritorno della Regina             | 2 settembre 2000  |                 |
| 20 | The Omega Project              | Il Progetto Omega                   | 9 settembre 2000  |                 |
| 21 | The Fifth Crystal              | Il quinto Cristallo                 | 16 settembre 2000 |                 |
| 22 | The Chosen Path                | Il percorso scelto                  | 23 settembre 2000 |                 |
| 23 | Yesterday Again                | Ancora ieri                         | 30 settembre 2000 |                 |
| 24 | As Time Runs Out               | Fuori dal Tempo che Corre           | 7 ottobre 2000    |                 |
| 25 | In the Freeze Zone             | Nella zona congelata                | 21 ottobre 2000   |                 |
| 26 | The Mighty Mega Battles        | Le Possenti Mega Battaglie          | 28 ottobre 2000   |                 |
| 27 | The Great Egg Caper            | Il grande uovo della capriola       | 3 novembre 2000   |                 |
| 28 | Ocean Blue                     | Oceano Blu                          | 4 novembre 2000   |                 |
| 29 | Trakeena's Revenge: Part 1     | La vendetta di Trakeena (parte 1)   | 6 novembre 2000   |                 |
| 30 | Trakeena's Revenge: Part 2     | La vendetta di Trakeena (parte 2)   | 7 novembre 2000   |                 |
| 31 | The Last Ranger                | L'ultimo ranger                     | 8 novembre 2000   |                 |
| 32 | Sorcerer of the Sands          | Lo stregone del deserto             | 9 novembre 2000   |                 |
| 33 | Olympius Unbound               | Il ritorno di Olympius              | 10 novembre 2000  |                 |
| 34 | Neptune's Daughter             | La Figlia di Nettuno                | 11 novembre 2000  |                 |
| 35 | Web War                        | Nella Tela del Ragno                | 13 novembre 2000  |                 |
| 36 | In the Limelight               | Le Luci della Ribalta               | 14 novembre 2000  |                 |
| 37 | Wrath of the Queen             | L'Ira della Regina                  | 15 novembre 2000  |                 |
| 38 | Rise of the Super Demons       | La Nascita dei Super Demoni         | 16 novembre 2000  |                 |
| 39 | The Fate of Lightspeed: Part 1 | Il Destino di Lightspeed (1ª Parte) | 17 novembre 2000  |                 |
| 40 | The Fate of Lightspeed: Part 2 | Il Destino di Lightspeed (2ª Parte) | 18 novembre 2000  |                 |

## Operazione Lightspeed
- Titolo originale: Operation Lightspeed
- Diretto da: Ryuta Tazaki
- Scritto da: Judd Lynn

### Trama
Cinque persone (Carter Grayson, pompiere, Chad Lee, addestratore di orche, Joel Rawlings, pilota acrobatico, Kelsey Winslow, arrampicatrice estrema e Dana Mitchell, paramedico) vengono reclutate dal capitano Mitchell per diventare Power Ranger e proteggere la città di Mariner Bay dai malvagi Vypra e Diabolico, il leader dei demoni Batling, e iniziano la loro missione salvando la città dal malvagio Ghouligan.

## Lavoro di Squadra
- Titolo originale: Lightspeed Teamwork
- Diretto da: Ryuta Tazaki
- Scritto da: Judd Lynn

### Trama
Joel, il Green Ranger, si innamora di miss Fireweater, una scienziata della Lightspeed Rescue. Nel frattempo il capitano Mitchell mostra ai Ranger la loro base situata sott'acqua e i loro Zord, dopodiché Joel va a comprare fiori per miss Fireweather, ma finisce per incontrare un mostro di nome Magmavore. I Ranger, compreso Joel, che ha problemi a collaborare con gli altri, utilizzano i loro Zord per fermare Magmavore, anche se poi ne utilizzano alcuni più piccoli per salvare persone da un edificio in fiamme.

## Trascinati dal fuoco
- Titolo originale: Trial by Fire
- Diretto da: Ryuta Tazaki
- Scritto da: Judd Lynn

### Trama
Carter rivela di non avere mai voluto essere un pompiere fino a una certa notte. Più tardi, durante un allenamento, Carter, pur avendo avuto più tempo degli altri, totalizza il punteggio più basso e il capitano Mitchell gli consiglia di utilizzare la testa prima di usare un'arma. Durante una missione il capitano Mitchell consiglia al Red Ranger di spegnere prima l'incendio, causando così un conflitto tra loro due, facendo credere a Carter di non essere degno di essere un Ranger; nonostante ciò Mitchell porta Carter, insieme agli altri Ranger, a combattere contro Quakemon.

## Oltre il Limite
- Titolo originale: Riding the Edge
- Diretto da: Koichi Sakamoto
- Scritto da: Judd Lynn

### Trama
Mentre Kelsey passeggia con i pattini a rotelle salva un cane di nome Dorsey prima che venga investito da una macchina. Nancy, il proprietario del cane, appare in tv come un mostro che sta distruggendo la città con un tornado; i Ranger, nel tentativo di fermarlo, finiscono per incontrare Diabolico. I Lightspeed Ranger utilizzano quindi l'Aereo Rescue Zord per distruggere il mostro, per poi fondere i loro Zord nel Lightspeed Megazord per fermare il mostro (rinato gigantesco) e per riparare la base danneggiata.

## L'importanza della fiducia
- Titolo originale: A Matter of Trust
- Diretto da: Koichi Sakamoto
- Scritto da: Judd Lynn

### Trama
Dana mette in dubbio il fatto di essere un Ranger quando le viene affidato un incarico apparentemente poco importante, mentre gli altri Ranger vengono incaricati di un compito importante. Tuttavia, mentre Diabolico trasforma Mariner Bay in calore, Dana scopre che il compito che era stato affidato agli altri Ranger è nelle sue mani, dopodiché arriva in tempo per aiutare i suoi amici per distruggere un mostro.

## Le Ruote della distruzione
- Titolo originale: Wheels of Destruction
- Diretto da: Isaac Florentine
- Scritto da: Judd Lynn

### Trama
Vypra mette in grossa difficoltà i Lightspeed Ranger con un nuovo veicolo, ma i protagonisti riescono a fermarli con le loro nuove moto Lightspeed.

## Cyborg Rangers
- Titolo originale: Cyborg Rangers
- Diretto da: Isaac Florentine
- Scritto da: Judd Lynn

### Trama
I Lightspeed Ranger vengono licenziati per essere sostituiti dai malvagi Cyborg Ranger, che però vanno in tilt grazie a un demone di nome Strinking; anche quest'ultimo vuole fare male alle persone e quindi Carter, Dana, Chad, Joel e Kelsey, per fermarlo, si ritrasformano nei Lightspeed Ranger.

## La Sfida ha Inizio
- Titolo originale: Up to the Challenge
- Diretto da: Koichi Sakamoto
- Scritto da: Jackie Marchand

### Trama
A causa del suo comportamento Kelsey finisce in ospedale dopo un'emergenza su un vulcano. Nel frattempo Chad deve fare i conti con un rivale che ha fatto un accordo con Vypra.

## Via vulcanica
- Titolo originale: Go Volcanic
- Diretto da: Koichi Sakamoto
- Scritto da: Judd Lynn

### Trama
L'arrivo della regina Bansheera richiede un attacco su un vulcano, che minaccia di esplodere e distruggere Mariner Bay. Dana, dopo avere salvato un ostaggio in un autobus, si unisce agli altri Ranger per fermare il mostro Trifire e salvare la città dal disastro del vulcano.

## Risorto dalle Ceneri
- Titolo originale: Rising from Ashes
- Diretto da: Koichi Sakamoto
- Scritto da: Judd Lynn

### Trama
La regina Bansheera resuscita due mostri dal passato e dona loro grandi poteri. I Ranger, per fermarli, utilizzano quindi un nuovo Megazord creato da miss Fireweather: il Supertrain Megazord.

## Dal profondo delle Tenebre
- Titolo originale: From Deep in the Shadows
- Diretto da: Jonathan Tzachor
- Scritto da: Judd Lynn

### Trama
Lo sperimentale Titanium Morpher Lightspeed viene rubato da Diabolico, che lo usa per fare combattere i Ranger (che hanno delle nuove armi, i V-lancieri) contro il malvagio Titanium Ranger, che però si rivela essere Ryan Mitchell, il figlio del capitano Mitchell e fratello di Dana.

## La scoperta della verità
- Titolo originale: Truth Discovered
- Diretto da: Jonathan Tzachor
- Scritto da: Judd Lynn

### Trama
Il Titanium Ranger va su tutte le furie scoprendo le sue origini e attacca Mariner Bay, mentre Dana cerca inutilmente di calmarlo. Per fermare quindi la rabbia di Ryan il capitano Mitchell gli rivela che quando fu rapito da Diabolico l'anno prima, non ebbe altra scelta per salvarlo. Dopodiché Ryan ferma la sua rabbia e restituisce il suo Morpher alla Lightspeed Rescue.

## Il destino di Ryan
- Titolo originale: Ryan's Destiny
- Diretto da: Ryuta Tazaki
- Scritto da: Judd Lynn, Jackie Marchand

### Trama
Diabolico minaccia Mariner Bay con tre dei suoi peggiori mostri. Dopo avere battuto finalmente i suoi demoni interiori Ryan, per combattere i tre mostri di Diabolico, si unisce ai Lightspeed Ranger ritrasformandosi nel Titanium Ranger.

## Il tatuaggio del Cobra
- Titolo originale: Curse of the Cobra
- Diretto da: Ryuta Tazaki
- Scritto da: Judd Lynn, Jackie Marchand

### Trama
Il malvagio Demonite e i suoi mostri attaccano la città creando un suo potente clone; nel frattempo Ryan è indebolito da un tatuaggio raffigurante un cobra datogli da Diabolico. Intanto Carter sconfigge Demonite e il suo clone utilizzando l'Unilaser e il suo V-Lanciere.

## La forza del sole
- Titolo originale: Strength of the Sun
- Diretto da: Ryuta Tazaki
- Scritto da: Judd Lynn, Jackie Marchand

### Trama
Thunderon e Falkar, due mostri di Diabolico, combattono i Lightspeed Ranger, che per fermarli utilizzano il Supertrain Megazord. Anche quest'ultimo non sembra utile, però, spingendo Ryan a rischiare la vita utilizzando il Max Solar Zord per distruggere i due mostri.

## Il colpo del Cobra
- Titolo originale: The Cobra Strikes
- Diretto da: Judd Lynn
- Scritto da: Judd Lynn, Jackie Marchand

### Trama
Un nuovo mostro di Diabolico, Troika, viene distrutto dai Lightspeed Ranger con il loro nuovo Booster Battle. Dopo ciò Diabolico decide di combattere i Ranger in persona, mentre Ryan trova la fonte di alimentazione del tatuaggio del cobra, ovvero un mostro cobra della tomba, che distrugge liberandosi dalla maledizione, per poi aiutare i Ranger a sconfiggere Diabolico con una nuova combinazione Zord: il Lightspeed Solarzord.

## L'ascesa di Olimpius
- Titolo originale: Olympius Ascends
- Diretto da: Ryuta Tazaki
- Scritto da: Judd Lynn, Jackie Marchand

### Trama
Il malvagio Impus si trasforma in Olimpio, che cattura quattro dei Ranger, spacciandosi per loro nella base. Tuttavia Carter capisce il suo piano e lo indebolisce con l'acqua, liberando i suoi amici.

## Un volto dal passato
- Titolo originale: A Face from the Past
- Diretto da: Ryuta Tazaki
- Scritto da: Judd Lynn, Jackie Marchand

### Trama
Un mostro scatena un incendio a Mariner Bay, spingendo il capitano Mitchell a salvare le persone intrappolate, facendo capire a Carter che il capitano fu la persona che da piccolo lo salvò durante un incendio, cosa che ha spinto Carter a diventare pompiere.

## Il ritorno della Regina
- Titolo originale: The Queen's Return
- Diretto da: Ryuta Tazaki
- Scritto da: Judd Lynn, Jackie Marchand

### Trama
I demoni eseguono un rituale per resuscitare la regina Bansheera nella sua forma corporea, ma i Ranger interrompono la cerimonia. Tuttavia Bansheera ritorna in vita, anche se con il corpo deformato, spingendo Olimpio a giurare vendetta.

## Il Progetto Omega
- Titolo originale: The Omega Project
- Diretto da: Koichi Sakamoto
- Scritto da: Judd Lynn, Jackie Marchand

### Trama
Per fermare un asteroide inviato da Olimpo verso la Terra i Lightspeed Ranger avviano il progetto Omega, che consiste nel fondere gli Omega Zord nell'Omega Crawler e poi nell'Omega Megazord.

## Il quinto Cristallo
- Titolo originale: The Fifth Crystal
- Diretto da: Koichi Sakamoto
- Scritto da: Judd Lynn, Jackie Marchand

### Trama
Vypra ruba alcuni cristalli per alimentare un laser che ha come scopo distruggere Mariner Bay, ma Kelsey, collaborando con un familiare estraneo, evita il disastro.

## Il percorso scelto
- Titolo originale: The Chosen Path
- Diretto da: Worth Keeter
- Scritto da: Judd Lynn, Jackie Marchand

### Trama
Un mostro di nome Cyclopter si allea con il vecchio maestro di Chad, nell'intento di distrarre quest'ultimo dal suo compito da Ranger. Nel frattempo Cyclopter usa il suo addestramento per sconfiggere i Ranger, ma Chad lo ferma, facendo pace con il suo ex-mentore, ricordandogli l'importanza di essere un Ranger.

## Ancora ieri
- Titolo originale: Yesterday Again
- Diretto da: Isaac Florentine
- Scritto da: Judd Lynn, Jackie Marchand

### Trama
Carter nota che i giorni si stanno ripetendo in continuazione e per evitare la futura morte dei Ranger per mano di Olimpio utilizza l'AereoRescueZord contro di loro.

## Fuori dal Tempo che Corre
- Titolo originale: As Time Runs Out
- Diretto da: Isaac Florentine
- Scritto da: Judd Lynn, Jackie Marchand

### Trama
I Ranger vanno nello spazio, utilizzando il Max Solarzord per evitare che un certo tipo di spore si espanda sulla Terra rilasciando tossine nell'atmosfera. Nel frattempo Loki e Vypra resuscitano Diabolico dopo essere stati traditi da Olimpio.

## Nella zona congelata
- Titolo originale: In the Freeze Zone
- Diretto da: Ryuta Tazaki
- Scritto da: Judd Lynn, Jackie Marchand

### Trama
Freezer cattura quattro Ranger. Nel frattempo Olimpio deve sfuggire alla grinfie di Diabolico (in cerca di vendetta), sotto controllo di Bansheera, il quale manda suo figlio a combattere Carter, che libera i suoi amici e sconfigge Freezer con il nuovo Blaster.

## Le Possenti Mega Battaglie
- Titolo originale: The Mighty Mega Battles
- Diretto da: Ryuta Tazaki
- Scritto da: Judd Lynn, Jackie Marchand

### Trama
Joel diventa geloso di Clark, il fratello di miss Fireweather, scambiandolo per il suo ragazzo, che insieme alla sorella costruisce il nuovo Mega Battle Armor, utilizzato da Joel e Chad per distruggere Infinitor.

## Il grande uovo della capriola
- Titolo originale: The Great Egg Caper
- Diretto da: Ryuta Tazaki
- Scritto da: Judd Lynn, Jackie Marchand

### Trama
Jinxer perde un uovo contenente contenente un potente mostro. Nell'intento di recuperarlo finisce per scontrarsi con quattro cattivi, ma viene salvata da Kelsey, il quale scopre che Jinxer ha un cuore d'oro.

## Oceano Blu
- Titolo originale: Ocean Blue
- Diretto da: Jonathan Tzachor
- Scritto da: Judd Lynn, Jackie Marchand

### Trama
Vypra utilizza come esca un nuovo interesse amoroso di Chad, una sirena di nome Marina, per attirarlo in una trappola; quando la sirena è in pericolo Chad sconfigge Loki e Vypra, ma dopo avere salvato Marina sente strani sensi.

## La vendetta di Trakeena (parte 1)
- Titolo originale: Trakeena's Revenge: Part 1
- Diretto da: Ryuta Tazaki
- Scritto da: Judd Lynn

### Trama
Trakeena, la malvagia nemesi dei Lost Galaxy Ranger, attacca la Terra assorbendo energia vitale di diversi umani. Per fermarla i Lightspeed Ranger e i Galaxy Ranger si alleano per combattere i Ghoul per proteggere Leo, il Red Galaxy Ranger infortunato, ma nonostante ciò il ragazzo sconfigge i Ghoul con il Quasar Saber. Successivamente Carter si scontra con Triskull, ma quest'ultimo mette al tappeto tutte e due le squadre di Power Ranger.

## La vendetta di Trakeena (parte 2)
- Titolo originale: Trakeena's Revenge: Part 2
- Diretto da: Ryuta Tazaki
- Scritto da: Judd Lynn

### Trama
Olimpio e i suoi demoni ingigantiscono Trakeena, facendola impazzire. I Lightspeed e i Galaxy Ranger convocano rispettivamente l'Omega e il Galaxy Megazord, ma ciò non serve e niente. Successivamente le due squadre distruggono finalmente Trakeena potenziando l'Omega Megazord con le luci di Orione.

## L'ultimo ranger
- Titolo originale: The Last Ranger
- Diretto da: Worth Keeter
- Scritto da: John Fletcher, Jackie Marchand

### Trama
Diabolico invia un mostro che cancella i ricordi recenti di Carter, Joel, Chad e Kelsey, che si dimenticano di essere Power Ranger. Dana deve così fronteggiare da sola il mostro fino a quando miss Fairweather non ripristina i ricordi degli altri Ranger con l’ausilio di una macchina della memoria.

## Lo stregone del deserto
- Titolo originale: Sorcerer of the Sands
- Diretto da: Ryuta Tazaki
- Scritto da: John Fletcher, Jackie Marchand

### Trama
Un demone trasporta i Ranger nel mondo delle tenebre, dove i cinque devono affrontare i demoni sconfitti da loro stessi in passato, che sono stati però resi invincibili in quella dimensione. Ryan, che si è salvato, chiede aiuto a uno stregone che aiuta i Ranger a fuggire. Lo stregone viene poi ucciso da Diabolico.

## Il ritorno di Olympius
- Titolo originale: Olympius Unbound
- Diretto da: Ryuta Tazaki
- Scritto da: John Fletcher, Jackie Marchand

### Trama
Il capitano Mitchell viene ipnotizzato da Jinxer e, sotto ipnosi, viene costretto a usare un suo alimentatore di potenza per liberare il demone Olympius dal mondo delle tenebre. Ciò avviene e Olympius sconfigge i Ranger; fortunatamente miss Fairweather scopre cosa è successo al capitano e blocca l’alimentatore, permettendo così ai Ranger di sconfiggere Olympius.

## La Figlia di Nettuno
- Titolo originale: Neptune's Daughter
- Diretto da: Jonathan Tzachor
- Scritto da: John Fletcher, Jackie Marchand

### Trama
Il re Nettuno, padre della sirena Marina, viene rapito da un demone per usarlo al fine di prosciugare l’acqua di Mariner Bay; così la sirena chiede aiuto a Chad, ma in quel momento i due vengono attaccati da Vypra. I due vengono poi aiutati dagli altri Ranger e alla fine Chad riesce a salvare la situazione.

## Nella Tela del Ragno
- Titolo originale: Web War
- Diretto da: Ryuta Tazaki
- Scritto da: John Fletcher, Jackie Marchand

### Trama
Arachnor, un demone inviato da Diabolico, rapisce tutti i membri della Lightspeed Acqua-Base eccetto Carter, che riesce a sfuggire al rapimento e poi, con la sua nuova moto sperimentale Trans Armor Cycle, in grado di trasformarsi in un potente Battlizer, Carter sconfigge il demone e salva i suoi amici.

## Le Luci della Ribalta
- Titolo originale: In the Limelight
- Diretto da: Judd Lynn
- Scritto da: Judd Lynn, Jackie Marchand

### Trama
Dana viene scelta come modella per una rivista e lei accetta per pagarsi gli studi in medicina. Decide di posare per alcuni scatti fotografici ma, dato che così il suo lavoro come Power Ranger può essere messo a repentaglio, Dana è costretta ad abbandonare il sogno di modella per svolgere il lavoro da Lightspeed Ranger, anche perché i suoi amici vengono aggrediti da un demone inviato da Vypra e hanno bisogno di lei.

## L'Ira della Regina
- Titolo originale: Wrath of the Queen
- Diretto da: Judd Lynn
- Scritto da: John Fletcher, Jackie Marchand, Denise Skinner

### Trama
La regina Bansheera uccide Vypra assorbendone i poteri e così riesce ad avere la sua forma corporea; decide poi di inviare Diabolico e Loki a combattere contro i Ranger. Nel frattempo si scopre che Olympius è ancora vivo e così, mentre i Ranger si dirigono ad affrontarlo, la regina Bansheera uccide anche Loki per aumentare il suo potere.

## La Nascita dei Super Demoni
- Titolo originale: Rise of the Super Demons
- Diretto da: Judd Lynn
- Scritto da: Judd Lynn, Jackie Marchand

### Trama
Olympius sconfigge Diabolico ma non lo uccide, al fine di farlo combattere contro i Lightspeed Ranger e distruggere tutte le loro armi. Quando finalmente Diabolico si libera dall'incantesimo decide di aiutare i Ranger a fermare la regina Bansheera, che però anticipa le loro mosse e trasforma Diabolico e Olympius in Super Demoni. I due mostri giganti riescono a distruggere i Megazord, ma quando tutto sembra ormai perduto ecco arrivare il nuovo Lifeforce Megazord, un robot che si alimenta dell'energia vitale dei Ranger per annientare i Super Demoni. Jinxer lancia poi una carta malefica su una gamba del Lifeforce Megazord affinché un esercito di Batling venga inconsapevolmente trasportato all'interno dell'Acqua-Base.

## Il Destino di Lightspeed (1ª Parte)
- Titolo originale: The Fate of Lightspeed: Part 1
- Diretto da: Ryuta Tazaki, Makoto Yokoyama
- Scritto da: Judd Lynn, Jackie Marchand

### Trama
La regina Bansheera vuole liberare tutti i demoni dal regno delle tenebre; nel frattempo i Batling inviati da Jinxer attaccano l’Acqua-Base e tutto il personale viene evacuato grazie all’aiuto dei Ranger ma, nell’impresa, gli stessi Ranger insieme al capitano Mitchell e a miss Fairweather rimangono bloccati nella base; Carter nel frattempo si dirige da Ryan, che sta lottando con la regina Bansheera.

## Il Destino di Lightspeed (2ª Parte)
- Titolo originale: The Fate of Lightspeed: Part 2
- Diretto da: Ryuta Tazaki, Makoto Yokoyama
- Scritto da: Judd Lynn, Jackie Marchand

### Trama
Per dare inizio alla cerimonia che trasporterà tutti i demoni dal Mondo delle Tenebre sulla Terra la regina Bansheera trasporta la Caverna del Teschio al centro di Mariner Bay, dove la cerimonia avrà luogo. Intanto Joel, Chad, Dana, Kelsey, il capitano Mitchell e miss Fairweather riescono a fuggire dall'Acqua-Base a bordo di un sottomarino e sparano i siluri contro il Lifeforce Megazord, che è sotto il controllo dei Batling, causando la distruzione del Megazord ma anche dell'intera base sottomarina. Nel frattempo Carter e Ryan sono tornati sulla Terra e così i Lightspeed Ranger si riuniscono per la loro ultima battaglia ed entrano nella Caverna del Teschio, ricacciando la Regina Bansheera nella sua tomba. Quando anche Carter sta per precipitare nel mondo sotterraneo all'ultimo istante viene salvato da Diabolico, che si vendica di ciò che la regina gli ha fatto e decide di sacrificarsi, afferrando la regina e portandola con sé nel regno delle tenebre, dove rimarranno imprigionati per sempre.